# Naturbahnrodel-Weltmeisterschaft 2011

Logo der Naturbahnrodel-Weltmeisterschaft 2011

Die 18. FIL Naturbahnrodel-Weltmeisterschaft fand vom 26. bis 30. Januar 2011 auf der Naturrodelbahn Grantau in Umhausen im österreichischen Bundesland Tirol statt. Nach dem Anreisetag und einem Trainingstag fanden am Freitag, den 28. Januar, der Mannschaftswettbewerb und die Eröffnungsfeier statt. Am Samstag wurden beide Wertungsläufe der Doppelsitzer, die ersten beiden Wertungsläufe im Damen-Einsitzer und der erste Wertungslauf im Herren-Einsitzer ausgetragen. Am Sonntag, den 30. Januar, wurde die Weltmeisterschaft mit dem dritten Wertungslauf im Damen-Einsitzer sowie dem zweiten und dritten Wertungslauf im Herren-Einsitzer beendet. An den Wertungsläufen nahmen insgesamt 72 Rodler und Rodlerinnen aus 13 Ländern teil. Die Weltmeistertitel gingen an die Italienerin Renate Gietl im Einsitzer der Damen, den Österreicher Gerald Kammerlander im Einsitzer der Herren sowie die Russen Pawel Porschnew und Iwan Lasarew im Doppelsitzer. Den Mannschaftswettbewerb gewann das Team Italien I mit Renate Gietl, Anton Blasbichler, Patrick Pigneter und Florian Clara.

## Technische Daten der Naturrodelbahn
| Name                   | Naturrodelbahn Grantau                |
| Koordinaten            | 47° 7′ 8.67″ Nord, 10° 55′ 46.75″ Ost |
| Seehöhe Start          | 1160 m                                |
| Seehöhe Ziel           | 1040 m                                |
| Höhendifferenz         | 0120 m                                |
| Streckenlänge          | 0955 m                                |
| Durchschnittl. Gefälle | 0012,6 %                              |

## Einsitzer Herren
| Platz | Name                  | Zeit          |
| ----- | --------------------- | ------------- |
| 01    | Gerald Kammerlander   | 3:37,61 min   |
| 02    | Robert Batkowski      | + 00,04 s     |
| 03    | Patrick Pigneter      | + 00,34 s     |
| 04    | Thomas Kammerlander   | + 00,98 s     |
| 05    | Rudi Resch            | + 01,07 s     |
| 06    | Florian Breitenberger | + 01,24 s     |
| 07    | Florian Clara         | + 01,49 s     |
| 08    | Anton Blasbichler     | + 02,18 s     |
| 09    | Florian Batkowski     | + 03,17 s     |
| 10    | Hannes Clara          | + 03,56 s     |
| 11    | Gernot Schwab         | + 04,15 s     |
| 12    | Georg Maurer          | + 04,83 s     |
| 13    | Stefan Gruber         | + 05,05 s     |
| 14    | Thomas Schopf         | + 05,23 s     |
| 15    | Kaj Johnson           | + 05,25 s     |
| 16    | Adam Jędrzejko        | + 07,29 s     |
| 17    | Juri Talych           | + 07,47 s     |
| 18    | Žiga Pagon            | + 07,54 s     |
| 19    | Björn Kierspel        | + 08,24 s     |
| 20    | Galabin Bozew         | + 09,13 s     |
| 21    | John Gibson           | + 09,79 s     |
| 22    | Greg Jones            | + 10,18 s     |
| 23    | Damian Waniczek       | + 10,61 s     |
| 24    | Christian Wichan      | + 12,37 s     |
| 25    | Matic Nemc            | + 13,01 s     |
| 26    | Miha Meglič           | + 13,55 s     |
| 27    | Andrzej Laszczak      | + 15,18 s     |
| 28    | Marjan Husner         | + 18,96 s     |
| 29    | Petar Sawow           | + 19,87 s     |
| 30    | Ihor Senjuk           | + 21,66 s     |
| 31    | Michael Törnquist     | + 23,83 s     |
| 32    | David Scott           | + 25,96 s     |
| 33    | Cosmin Codin          | + 27,53 s     |
| 34    | Bogdan Moroșan        | + 27,87 s     |
| 35    | Jusuf Kasow           | + 31,85 s     |
| 36    | Daniel Hofmann        | + 32,10 s     |
| 37    | Alexandru Vîlcan      | + 33,77 s     |
| 38    | Andrij Wertschuk      | + 34,48 s     |
| 39    | Ben Macintosh         | + 43,21 s     |
| 40    | Georgi Antschow       | + 1:05,15 min |
| –     | Pawel Silin           | DNS (1. Lauf) |
| –     | Sam Wake              | DNS (1. Lauf) |
| –     | Iwan Lasarew          | DNS (1. Lauf) |
| –     | Bogdan Filimon        | DNS (1. Lauf) |
| –     | Ilja Tarassow         | DNS (1. Lauf) |
| –     | Stanislaw Kowschik    | DNS (1. Lauf) |
| –     | Andrij Tolopko        | DNF (2. Lauf) |

Datum: 29. Januar (1. Wertungslauf) und 30. Januar 2011 (2. und 3. Wertungslauf)
Gerald Kammerlander aus Österreich fuhr im ersten der drei Wertungsläufe die schnellste Zeit. Danach reichte ihm zweimal die drittbeste Zeit zum Gewinn der Goldmedaille vor seinem Landsmann Robert Batkowski, dem Weltmeister von 2003, der nach Lauf eins nur an fünfter Stelle lag, danach zweimal die zweitschnellste Zeit fuhr und im Endklassement nur vier Hundertstelsekunden hinter Kammerlander blieb. Der Titelverteidiger Patrick Pigneter aus Italien lag nach zwei Läufen in Führung, vergab aber mit der nur sechstbesten Zeit im dritten Durchgang die Chance auf den neuerlichen Sieg.

## Einsitzer Damen
| Platz | Name                   | Zeit        |
| ----- | ---------------------- | ----------- |
| 01    | Renate Gietl           | 3:40,43 min |
| 02    | Jekaterina Lawrentjewa | + 00,24 s   |
| 03    | Melanie Schwarz        | + 02,88 s   |
| 04    | Melanie Batkowski      | + 03,23 s   |
| 05    | Evelin Lanthaler       | + 06,12 s   |
| 06    | Sara Bachmann          | + 06,43 s   |
| 07    | Michaela Maurer        | + 06,85 s   |
| 08    | Alexandra Obrist       | + 07,00 s   |
| 09    | Marlies Wagner         | + 09,62 s   |
| 10    | Olga Sidorowa          | + 09,85 s   |
| 11    | Ljudmila Aksenenko     | + 11,06 s   |
| 12    | Tina Unterberger       | + 11,53 s   |
| 13    | Katrin Mladek          | + 11,57 s   |
| 14    | Veronika Nachmann      | + 12,64 s   |
| 15    | Irma Karišik           | + 15,35 s   |
| 16    | Wioletta Ryś           | + 17,68 s   |
| 17    | Petra Dragičevič       | + 19,85 s   |
| 18    | Maria Manuela Danci    | + 35,17 s   |

Datum: 29. Januar (1. und 2. Wertungslauf) und 30. Januar 2011 (3. Wertungslauf)
Die Italienerin Renate Gietl verteidigte mit Laufbestzeiten im zweiten und dritten Wertungsdurchgang erfolgreich ihren Weltmeistertitel von 2009. Die Russin Jekaterina Lawrentjewa – Weltmeisterin der Jahre 2000, 2005 und 2007 – erzielte im ersten und im dritten Lauf (ex aequo mit Gietl) die schnellste Zeit, verlor aber im zweiten Durchgang knapp drei Zehntelsekunden auf die Italienerin und wurde schließlich wie bei der letzten WM Zweite. Die Bronzemedaille ging an die Italienerin Melanie Schwarz.

## Doppelsitzer
| Platz | Name                                  | Zeit          |
| ----- | ------------------------------------- | ------------- |
| 01    | Pawel Porschnew – Iwan Lasarew        | 2:33,24 min   |
| 02    | Patrick Pigneter – Florian Clara      | + 00,66 s     |
| 03    | Andrzej Laszczak – Damian Waniczek    | + 02,02 s     |
| 04    | Christian Schatz – Gerhard Mühlbacher | + 02,06 s     |
| 05    | Florian Breitenberger – David Mair    | + 02,14 s     |
| 06    | Christian Schopf – Andreas Schopf     | + 02,33 s     |
| 07    | Björn Kierspel – Christian Wichan     | + 03,97 s     |
| 08    | Christoph Knauder – Thomas Knauder    | + 04,48 s     |
| 09    | Stanislaw Kowschik – Ilja Tarassow    | + 04,63 s     |
| 10    | Pawel Silin – Ilja Korobow            | + 07,72 s     |
| 11    | Galabin Bozew – Petar Sawow           | + 13,83 s     |
| –     | Bogdan Moroșan – Bogdan Filimon       | DNS (1. Lauf) |

Datum: 29. Januar 2011 (beide Wertungsläufe)
Die Russen Pawel Porschnew und Iwan Lasarew fuhren im ersten Wertungslauf die schnellste Zeit, im zweiten die zweitschnellste und wurden zum dritten Mal nach 2005 und 2007 Weltmeister im Doppelsitzer. Platz zwei ging an die Titelverteidiger Patrick Pigneter und Florian Clara aus Italien. Sie lagen nach dem ersten Lauf an dritter Position und verbesserten sich mit der Bestzeit im zweiten Lauf noch um einen Rang. Die Bronzemedaille gewannen wie schon bei den Weltmeisterschaften 2000, 2005 und 2009 die Polen Andrzej Laszczak und Damian Waniczek. Sie lagen nach Lauf eins nur an sechster Stelle und erreichten mit der drittschnellsten Zeit im zweiten Durchgang noch einen Podestplatz, vier Hundertstelsekunden vor den Österreichern Christian Schatz und Gerhard Mühlbacher, die mit der zweitschnellsten Zeit im ersten Lauf noch auf Medaillenkurs lagen, im zweiten Durchgang aber nur die sechstbeste Zeit erzielten.

## Mannschaftswettbewerb
| Platz | Name                                                                                    | Punkte |
| ----- | --------------------------------------------------------------------------------------- | ------ |
| 1     | Italien IRenate Gietl Anton Blasbichler Patrick Pigneter – Florian Clara                | 79     |
| 2     | Österreich IMelanie Batkowski Gerald Kammerlander Christian Schatz – Gerhard Mühlbacher | 72     |
| 3     | Russland IJekaterina Lawrentjewa Juri Talych Pawel Porschnew – Iwan Lasarew             | 71     |
| 4     | Österreich IIMarlies Wagner Thomas Kammerlander Christian Schopf – Andreas Schopf       | 68     |
| 5     | Italien IIMelanie Schwarz Hannes Clara Florian Breitenberger – David Mair               | 61     |
| 6     | DeutschlandMichaela Maurer Georg Maurer Björn Kierspel – Christian Wichan               | 53     |
| 7     | Russland IILjudmila Aksenenko Stanislaw Kowschik – Ilja Tarassow                        | 44     |
| 8     | PolenWioletta Ryś Adam Jędrzejko Andrzej Laszczak – Damian Waniczek                     | 43     |
| 9     | Bulgarien / Bosnien und HerzegowinaIrma Karišik Galabin Bozew – Petar Sawow             | 37     |

Datum: 28. Januar 2011
Den Mannschaftswettbewerb gewann mit der höchsten Punkteanzahl, der besten Gesamtlaufzeit sowie der schnellsten Zeit im Damen-Einsitzer das Team Italien I, das in derselben Zusammensetzung bereits 2009 Weltmeister war. Die Silbermedaille ging an das Team Österreich I vor dem Team Russland I, das im Doppelsitzer die schnellste Zeit fuhr. Das viertplatzierte Team Österreich II gewann den Herren-Einsitzerlauf und hatte eine um fünf Hundertstelsekunden bessere Gesamtzeit als das drittplatzierte russische Team, aber drei Punkte weniger. Am Start waren neun Mannschaften, wobei Italien, Österreich und Russland jeweils zwei und Deutschland sowie Polen ein Team stellten. Hinzu kam ein gemischtes Team mit Rodlern aus Bulgarien und Bosnien-Herzegowina.

## Medaillenspiegel
| Platz | Land       | Gold | Silber | Bronze | Gesamt |
| ----- | ---------- | ---- | ------ | ------ | ------ |
| 1.    | Italien    | 2    | 1      | 2      | 5      |
| 2.    | Österreich | 1    | 2      | —      | 3      |
| 3.    | Russland   | 1    | 1      | 1      | 3      |
| 4.    | Polen      | —    | —      | 1      | 1      |